# 누리스탄주
누리스탄주(파슈툰어와 페르시아어: نورستان, Nūrestān Velāyat, 파슈토어: د نورستان ولايت, 다리어: ولایت نورستان)는 아프가니스탄 동부에 있는 주이다. 2001년에 라그만주와 쿠나르주의 북부로부터 분리, 신설되었다. 힌두쿠시산맥의 남쪽에 위치하고, 4,000m이상의 산들이 늘어섰고 꽤 험하다. 면적 9,224.96 km2, 인구 145,400명(2004년), 주도는 파룬(Parun)이다.

## 같이 보기
- 아프가니스탄의 지리
- 아프가니스탄의 주